# Urtzi Iriondo
Urtzi Iriondo Petralanda (Ceberio, Vizcaya, 30 de enero de 1995) es un futbolista español que juega como lateral izquierdo.
Tiene un hermano gemelo llamado Eneko, que también fue futbolista.

## Trayectoria
.En el verano de 2013 promocionó al CD Basconia de Tercera División. Tras ser titular toda la campaña, ascendió al Bilbao Athletic de Segunda B. No gracias a él pero bueno. Con el filial rojiblanco, tuvo un papel destacado en el tramo final al ser titular en los seis partidos de la promoción de ascenso a Segunda División. En la temporada 2015-16, ya en Segunda División, fue titular desde el inicio y acabó con 32 partidos disputados, logrando un tanto.
En julio de 2016 el Elche C. F. anunció que había alcanzado un acuerdo con el Athletic Club por su cesión para la temporada 2016-17.Tras comenzar la temporada como tercer lateral izquierdo del equipo, tras Edu Albácar y Noblejas, se hizo con la titularidad en la segunda vuelta.Durante la campaña 2017-18 estuvo cedido en el Granada C. F., aunque solo disputó un encuentro.
El 30 de julio de 2018 se incorporó al Union Saint-Gilloise de la Segunda División belga firmando un contrato de dos temporadas.
El 20 de agosto de 2019 regresó a España para jugar en el Barakaldo CF de Segunda B.El 1 de febrero de 2021 rescindió su contrato con el equipo vizcaíno.El 30 de septiembre regresó al club aurinegro, ahora en Tercera Federación, aunque a principios del año 2022 firmó con el Xerez Deportivo de Segunda Federación. En julio de 2022 firmó por la S. D. Gernika de la misma categoría.En febrero de 2024, tras seis meses sin equipo debido a una lesión de rodilla, firmó por el Real Jaén de Tercera Federación.

## Clubes
| Club                        | País    | Año       |
| --------------------------- | ------- | --------- |
| C. D. Basconia              | España  | 2013-2014 |
| Bilbao Athletic             | España  | 2014-2018 |
| Elche C. F. (cedido)        | España  | 2016-2017 |
| Granada C. F. (cedido)      | España  | 2017-2018 |
| Royale Union Saint-Gilloise | Bélgica | 2018-2019 |
| Barakaldo C. F.             | España  | 2019-2021 |
| Xerez Deportivo F. C.       | España  | 2022      |
| S. D. Gernika               | España  | 2022-2023 |
| Real Jaén                   | España  | 2024      |